# Alive and Kicking
Alive and Kicking is een nummer van de Schotse newwaveband Simple Minds en is afkomstig van het album  
Once Upon a Time uit 1985. Op 30 september dat jaar werd het nummer op single uitgebracht.

## Achtergrond
De plaat werd wereldwijd een hit en bereikte in thuisland het Verenigd Koninkrijk de 7e positie in de UK Singles Chart. In Ierland werd de 2e positie bereikt, in Australië de 21e, Nieuw-Zeeland de 5e, Italië de nummer 1-positie, Canada de 4e, de VS de 3e, Zweden de 11e, Frankrijk de 33e en Duitsland de 17e positie.
In Nederland was de plaat op zondag 29 september 1985 de 91e Speciale Aanbieding bij de KRO op Hilversum 3 en werd een hit in de destijds drie landelijke hitlijsten op de nationale publieke popzender. De plaat bereikte de 2e positie in zowel de Nationale Hitparade als de Nederlandse Top 40. In de voorlaatste, op donderdag 14 november 1985 uitgezonden TROS Top 50, werd de 3e positie behaald. In de Europese hitlijst op Hilversum 3, de TROS Europarade, werd de 3e positie behaald.
In België bereikte de plaat de  2e positie in zowel de voorloper van de Vlaamse Ultratop 50 als de Vlaamse Radio 2 Top 30. In Wallonië werd géén notering behaald.
Sinds de editie van december 2000 staat de plaat onafgebroken genoteerd in de jaarlijkse NPO Radio 2 Top 2000 van de Nederlandse publieke radiozender NPO Radio 2, met als hoogste notering een 300e positie in 2003.
Een deel van het nummer werd in 1995 gebruikt als sample in de hit Living Without Your Love van de Duitse raveact Interactive.

## Videoclip
De videoclip voor "Alive and Kicking" werd gefilmd bij het dorp Hunter, gelegen in het Catskillgebergte in de Amerikaanse staat New York. In Nederland werd de videoclip destijds op televisie uitgezonden door de popprogramma's AVRO's Toppop, Countdown van Veronica en Popformule van de TROS.

## Hitnoteringen

### Nederlandse Top 40
| Nummer | 31 | 18 | 11 | 6 | 3 | 3 | 2 | 2 | 4 | 10 | 15 | 25 | 32 | uit |

### Nationale Hitparade
Hitnotering: 19-10-1985 t/m 18-01-1986. Hoogste notering: #2 (2 weken).

### TROS Top 50
Hitnotering: 10-10-1985 t/m 21-11-1985 (laatste op Hilversum 3 uitgezonden hitlijst). Hoogste notering: #3 (2 weken).

### TROS Europarade
Hitnotering: 24-10-1985 t/m 09-01-1986. Hoogste notering: #3 (2 weken).

### NPO Radio 2 Top 2000
| Nummer met noteringen in de NPO Radio 2 Top 2000 | '00 | '01 | '02 | '03 | '04 | '05 | '06 | '07 | '08 | '09 | '10 | '11 | '12 | '13 | '14 | '15 | '16 | '17 | '18 | '19 | '20 | '21 | '22 | '23 | '24 |
| ------------------------------------------------ | --- | --- | --- | --- | --- | --- | --- | --- | --- | --- | --- | --- | --- | --- | --- | --- | --- | --- | --- | --- | --- | --- | --- | --- | --- |
| Alive and Kicking                                | 563 | 454 | 336 | 300 | 506 | 577 | 593 | 917 | 567 | 699 | 639 | 668 | 367 | 454 | 514 | 560 | 649 | 641 | 589 | 500 | 463 | 444 | 462 | 464 | 421 |

1. ↑  Een vetgedrukt getal geeft de hoogste notering aan.
2. ↑  2000 was het eerste jaar met een notering voor dit nummer.